# Rechtbank Noord-Nederland
De rechtbank Noord-Nederland is een van de elf rechtbanken in Nederland. De rechtbank ontstond per 1 januari 2013 uit een samenvoeging van de voormalige rechtbanken in Groningen, Leeuwarden en Assen.
Het arrondissement Noord-Nederland beslaat de drie provincies Groningen, Friesland en Drenthe. In oppervlakte is het noordelijke arrondissement met afstand het grootste van de 11 arrondissementen van Nederland. Qua inwoners is Noord-Nederland het vijfde arrondissement. Het bestuur van de rechtbank is gevestigd in de stad Groningen. Voor civiele-, straf- en belastingzaken kan hoger beroep worden ingesteld bij het Gerechtshof Arnhem-Leeuwarden. Voor overige bestuurszaken kan men in hoger beroep terecht bij de Centrale Raad van Beroep en de Raad van State.

## Vestigingen
De nieuwe rechtbank heeft drie vestigingen, in Groningen, Leeuwarden en Assen. Daarnaast werden nog enige tijd zittingen gehouden in de oude kantongerechten in Winschoten, Sneek, Heerenveen en Emmen. Winschoten, Sneek en Heerenveen werden in 2013 gesloten. Emmen moest er begin 2014 aan geloven.